# Abisal

Formy ukształtowania dna oceanicznego

Abisal, abysal, strefa głębinowa, strefa abysalna (od gr. ábyssos – bezdenna głębia, otchłań) – strefa głębokościowa mórz, oceanów i głębokich jezior pomiędzy strefą batialną a hadalną (głębokości od ok. 1700 m pod poziomem lustra wody). Jest najuboższa w składniki pokarmowe, pozbawiona światła, charakteryzuje się niską temperaturą (ok. 3 °C) i wysokim ciśnieniem wody (ok. 300-600 atmosfer).
W dużych jeziorach, których woda jest mniej przezroczysta, abisal zaczyna się na głębokości ok. 400 m.
Toń wodna tej strefy nazywana jest abisopelagialem, a dno abisobentalem. Obejmuje ok. 75% obszarów oceanów.
Brak światła i roślinności oraz olbrzymie ciśnienie wody i jej niska temperatura sprawiły, że życie w głębinach oceanicznych przybrało osobliwe formy. Fauna abisalu cechuje się zanikiem lub nadmiernym rozwojem narządów wzroku w postaci organów świetlnych, wytworzeniem delikatnych narządów dotyku oraz niezwykłymi kształtami. Organizmy dostosowały się również do panującego tam wysokiego ciśnienia (wyłowione, po wyciągnięciu na powierzchnię najczęściej pękają). Faunę abisalu tworzą głównie nekrofagi (trupojady – żywiące się padliną, patrz nekrofauna) i drapieżniki. Źródłem ich pożywienia jest materia organiczna docierająca tam z prądami morskimi i opadająca grawitacyjnie z litoralu oraz pelagialu.
Bakterie chemoautotroficzne mogą tu pełnić rolę producentów
W skład osadów abysalnych (eupelagicznych) wchodzą głównie muły utworzone z nagromadzonych szczątków organicznych (muły globigerynowe, pteropodowe, radiolariowe, okrzemkowe) oraz czerwony ił głębinowy, powstały na dnie morza głównie z rozkładu skał wulkanicznych. Niewiele jest natomiast materiału przyniesionego z lądu (materiału terygenicznego), ponieważ występuje on głównie w postaci najdrobniejszych zawiesin.
Niżej od tej strefy znajduje się strefa denna (bental) lub głębia rowów oceanicznych (hadal – poniżej 6000 m).
Człowiek osiągnął strefę abisalu dopiero w 1953, kiedy szwajcarski badacz August Piccard w pierwszym zbudowanym przez siebie batyskafie zszedł na głębokość 3150 m. W roku 1960 syn konstruktora Jacques Piccard i Don Walsh w batyskafie "Trieste" dotarli do najgłębszego zmierzonego wówczas miejsca na ziemi – Głębi Challengera na dnie Rowu Mariańskiego.